# Takeaki Harigaya
Takeaki Harigaya (japanisch 針谷 岳晃 Harigaya Takeaki; * 15. Oktober 1998 in Kuki) ist ein japanischer Fußballspieler.

## Karriere
Harigaya erlernte das Fußballspielen in den Jugendmannschaften des Furukawa Azul SC und des FC Furukawa sowie in der Schulmannschaft der Shohei High School. Seinen ersten Vertrag unterschrieb er 2017 bei Júbilo Iwata. Der Verein aus Iwata, einer Stadt in der Präfektur Shizuoka, spielte in der höchsten japanischen Liga, der J1 League. Am Ende der Saison 2019 stieg der Verein in die zweite Liga ab. Im Oktober 2020 wurde er an den Ligakonkurrenten Giravanz Kitakyūshū ausgeliehen. Am Ende der Saison 2021 stieg er mit dem Verein aus Kitakyūshū als Tabellenvorletzter in die dritte Liga ab. Für den Klub aus Kitakyūshū bestritt er insgesamt 68 Ligaspiele. Nach der Ausleihe kehrte er im Januar 2023 zu Iwata, das in die zweite Liga abgestiegen war, zurück. Am Ende der Saison 2023 feierte er mit dem Verein die Vizemeisterschaft und den Wiederaufstieg in die erste Liga.

## Erfolge
Júbilo Iwata
- Japanischer Zweitligavizemeister: 2023